# Piotr Kiełpikowski
Piotr Andrzej Kiełpikowski (Grudziądz, 27 de noviembre de 1962) es un deportista polaco que compitió en esgrima, especialista en la modalidad de florete.
Participó en tres Juegos Olímpicos de Verano, obteniendo en total dos medallas (ambas en la prueba por equipos), plata en Atlanta 1996 (junto con Adam Krzesiński, Jarosław Rodzewicz y Ryszard Sobczak) y una de bronce en Barcelona 1992 (con Marian Sypniewski, Adam Krzesiński, Cezary Siess y Ryszard Sobczak), y el quinto lugar en Seúl 1988, también por equipos.
Ganó ocho medallas en el Campeonato Mundial de Esgrima entre los años 1990 y 2002, y dos medallas en el Campeonato Europeo de Esgrima, plata en 1998 y bronce en 1999.

## Palmarés internacional
| Juegos Olímpicos   | Juegos Olímpicos          | Juegos Olímpicos  | Juegos Olímpicos    |
| Año                | Lugar                     | Medalla           | Prueba              |
| ------------------ | ------------------------- | ----------------- | ------------------- |
| 1992               | Barcelona (España)        | Medalla de bronce | Florete por equipos |
| 1996               | Atlanta (Estados Unidos)  | Medalla de plata  | Florete por equipos |
| Campeonato Mundial |                           |                   |                     |
| Año                | Lugar                     | Medalla           | Prueba              |
| 1990               | Lyon (Francia)            | Medalla de plata  | Florete por equipos |
| 1993               | Essen (Alemania)          | Medalla de bronce | Florete por equipos |
| 1995               | La Haya (Países Bajos)    | Medalla de bronce | Florete por equipos |
| 1998               | La Chaux-de-Fonds (Suiza) | Medalla de oro    | Florete por equipos |
| 1998               | La Chaux-de-Fonds (Suiza) | Medalla de bronce | Florete individual  |
| 1999               | Seúl (Corea del Sur)      | Medalla de bronce | Florete por equipos |
| 2001               | Nimes (Francia)           | Medalla de plata  | Florete por equipos |
| 2002               | Lisboa (Portugal)         | Medalla de bronce | Florete individual  |
| Campeonato Europeo |                           |                   |                     |
| Año                | Lugar                     | Medalla           | Prueba              |
| 1998               | Plovdiv (Bulgaria)        | Medalla de plata  | Florete por equipos |
| 1999               | Bolzano (Italia)          | Medalla de bronce | Florete por equipos |